# Puerto Santa Ana (Guayaquil)
Puerto Santa Ana es un complejo inmobiliario y turístico destinado para la clase alta y ubicado en la ciudad de Guayaquil, bajos las faldas del cerro Santa Ana. El complejo cuenta con varios edificios de oficinas, locales comerciales y departamentos, además de plazas, museos y un malecón que bordea al río Guayas. Su construcción empezó en enero de 2005 en una extensión de 4 hectáreas a un costo de casi 20 millones de dólares que fueron financiados con inversión municipal y privada. Los planos iniciales del proyecto fueron desarrollados por el estudio estadounidense de arquitectos DDG, con un modelo similar al Coconut Grove de la ciudad de Miami y contemplaban la construcción de un faro hecho totalmente de vidrio.
La obra fue construida en el sector donde se ubicaba la antigua Cervecería Nacional y otras fábricas más, entre ellas Indulac y la piladora Modelo y se conecta con el barrio Las Peñas por la calle Numa Pompilio Llona, sector en el que nació la ciudad. La primera fase fue inaugurada el 15 de abril de 2007.
Las propiedades que conforman los edificios se han vendido por medio de subastas públicas. En noviembre de 2011 se vendió uno de los edificios, el llamado Sotavento, por más de 5 millones de dólares.

## Historia
Antes de que se levantaran en estos sitios enormes moles de concreto, del pasado remoto no queda nada, a lo mucho alusiones en viejos y derruidos documentos que reposan en los diferentes archivos de la ciudad.
Este sector en las primeras décadas de vida de Guayaquil –según Francisco Campos fue en el año de 1602 que se estableció el astillero, servía para la construcción de navíos de hasta 400 toneladas, y otros tantos se elaboraban en las playas de la Puna. La actividad que por ese entonces siglo XVII se encontraba en su mejor época, dio forma a un pequeño barrio llamado Tazarana o Atarazana, en el que solo vivían los calafates y maestros en la construcción de estos artefactos. Dicho astillero estaba junto a un estero que según unos historiadores hace pocos años se podía aun observar su cauce, más o menos frente al Hospital de Solca, pero otros consideran que dicho estero estaba más cerca a la falda norte del Cerro Santa Ana, más o menos donde se pretende levantar el "primer rascacielos" del Ecuador y que desapareció hace ya varias décadas. Lo que sí se sabe es que por estos lares, los piratas que intentaron someter a Guayaquil por 1687, se infiltraron por el norte escalando la colina de Santa Ana con la intención de vencer a los guayaquileños que estaban atrincherados en el fuerte de madera de cuatro varas de alto llamado San Carlos.  Los años pasaron y lo principal de la maestranza se trasladó al sur.

## Edificios que lo conforman
En la primera fase del proyecto se ubican 7 edificios, entre ellos los siguientes:
- Astillero, donde se ubican los museos de la Música, de Barcelona y de Emelec, además de oficinas y locales comerciales.[6]
- Barlovento, que cuenta con cuatro pisos de departamentos y un área social.
- Torreón, que posee oficinas y locales comerciales.
- Sotavento, que cuenta con departamentos, locales comerciales y un área social con piscina.
- Los Silos, anteriormente una bodega de la Cervecería y que ahora integra locales comerciales y departamentos.[6]

## Ciudad del Río
La parte norte de Puerto Santa Ana fue vendida por 12 millones de dólares al consorcio Nobis, propiedad de la empresaria Isabel Noboa, para la construcción de la segunda fase de Puerto Santa Ana. El proyecto, llamado Ciudad del Río, contempla una inversión de 180 millones para la construcción de 9 edificios.
Entre los edificios que actualmente se encuentran terminados están los edificios Riverfront (departamentos y oficinas), un hotel (bajo la franquicia Wyndham Hotel Group y edificado por 24 millones de dólares), las torres Bellini (de 16 pisos cada una) y el edificio The Point. Este último se convirtió en el edificio más alto de Ecuador al alcanzar los 36 pisos y 137 metros de altura, superando al antiguo edificio más alto, el de La Previsora, también en Guayaquil.
Con el anuncio del "primer rascacielos" del Ecuador que contara con 50 pisos superando por mucho a su vecino The Point que hasta hace poco era considerado el edificio más alto del país. Este sería la última edificación del proyecto, quedando un enorme terreno entre este y el nuevo proyecto que pretenden levantar nuevos inversionistas en este caso quiteños.

## Monumentos
Con la intención de embellecer el nuevo barrio que se ha ido formando por el impulso de inversionistas inmobiliarios, en el antiguo emplazamiento de la "Tarazana" colonial en la que solo vivían las clases no tan favorecidas, el Ayuntamiento porteño, ha contribuido con la colocación de varios monumentos, algunos de carácter histórico haciendo homenajes a ilustres porteños y ecuatorianos, y otros de carácter simbólico para recordar hasta la eternidad, a quien debe Guayaquil su nombre patronal. Los monumentos que están distribuidos de sur a norte en el barrio de Puerto Santa Ana son los siguientes.
- Santiago Apóstol, patrono de Guayaquil.[17]
- Mahatma Gandhi.[18]
- Busto Galo Plaza Lasso -expresidente de la república, tataranieto del guayaquileño prócer del 9 de Octubre Bernardo Plaza de la Tejada-.
- Sir Frederick Ashton Fulcher.[19]
- Julio Jaramillo.[20]
- Carlos Rubira Infante.
- Busto Enrique Baquerizo Moreno.[21]

## Galería
|                     |
| Edificio Barlovento |

|                    |
| Edificio Sotavento |

|                    |
| Edificio Los Silos |

|                    |
| Edificio Astillero |

|                  |
| Edificio Torreón |